# Château de Vaujours
Pour l’article homonyme, voir Vaujours.
Le château de Vaujours (alias Vaujoyeux ou Val-Joyeux) est une ancienne forteresse angevine des XIIe et XVe siècles. Il appartenait à la seigneurie de Chasteaux en Anjou, futur Château-la-Vallière.

## Localisation
Le château est situé à trois kilomètres au sud de la commune de Château-la-Vallière non loin du hameau de Vaujours et à proximité du château du Vivier des Landes, dans le département d'Indre-et-Loire, en région Centre-Val de Loire.
Il s'élève aux limites orientales du Haut-Anjou. Cette région est surnommée la Touraine angevine.

## Description

Armes du village de Château-la-Vallière.

Le château, aux caractéristiques typiques de l’architecture militaire, s'élevait sur un tertre, au milieu d'un étang dont l'eau alimentait les douves remplies d'eau qui l'entouraient (Wasserburg). Il est constitué de deux forteresses : une baille à l'ouest et le château à l'est.
L'entrée de la double enceinte est défendue par deux tours cylindriques et un pont-levis, flanquée au nord par un bastion. Un pont-levis et une poterne flanquée d'une tour cylindrique au nord donnaient accès à la tour d'honneur. Le logis est au sud, les ruines de la chapelle au nord, à l'est les tours permettaient d'accéder à un chemin de ronde couvert et au sud le bastion communiquait avec la forteresse et un ouvrage avancé.
À l'intérieur de l'ancien château s'élève encore le donjon, ainsi que la basse-cour. L'enceinte comprend plusieurs tours, dont certaines portent des bossages défensifs et des enduits peints. Nicolas Mengus précise que les murs du château étaient recouvert de crépi.
Les douves sont aujourd'hui asséchées et envahies de végétation. Les ruines sont débarrassées de leur végétation, et environnées de pelouse et de quelques arbustes et massifs.
Le domaine est, de nos jours, une propriété privée ouverte aux visites guidées.

## Historique

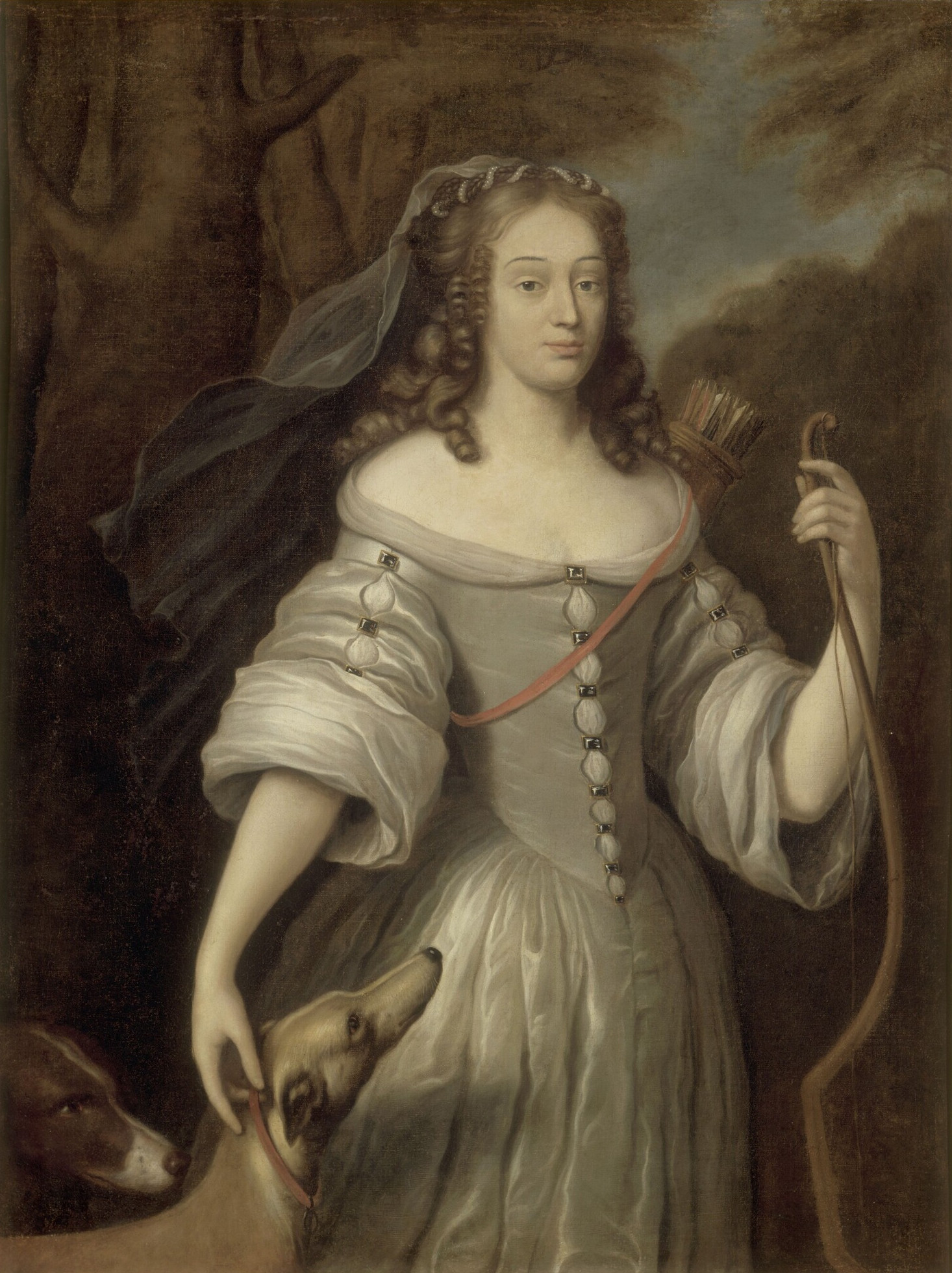
Louise de La Baume Le Blanc, duchesse de La Vallière et de Vaujours.

Le fief de Vaujours dépendait de la sénéchaussée de Baugé, et du diocèse d'Angers. Hugues Ier d'Alluye, vivant en 978 en est le seigneur le plus anciennement connu. Il est suivi de son fils Hugues II (fl. 1025), père d'Hugues III (marié à Richilde, fille de Geoffroy, et bienfaiteur de St-Florent de Saumur et de Notre-Dame de Chasteaux) ; on trouve ensuite : Hugues IV (cité en 1073, 1077) et André d'Alluye (fl. 1155 ; mari d'Elisabeth d'Amboise, fille de Sulpice II et sœur de Denise d'Amboise qui maria Ebbon/Ebbes II de Déols-Châteauroux) ; le fils d'André, Hugues V, fut en Terre sainte en 1180 ; de sa femme Guiburge de Chources, il eut Jean d'Alluye († v. 1248), aussi seigneur de Chenu, Noyant et Méon, St-Christophe, bienfaiteur de la Clarté-Dieu où il fut inhumé ; son fils Hugues VI était en Terre sainte en 1248 et il eut trois filles dont l'aînée Marguerite d'Alluye(s) assura la succession.
Le château des barons de Chasteaux (futur Château-la-Vallière), fut édifié aux confins de l'Anjou afin d'en défendre le territoire.
La construction du château de Vaujours peut être attribuée à Hugues VI d'Alluye(s) en Perche-Gouët, ou à Rotrou (du Perche ; sire de Montfort et Semblançay, gendre ou beau-frère d'Hugues VI par sa femme Marguerite d'Alluyes ; cité entre 1251 et 1267), vers 1250. Les d'Alluyes, suivis des Rotrou de Montfort puis des L'Archevêque de Parthenay — en 1275, Guillaume VI de Parthenay († v. 1315-1322) épousa en premières noces Jeanne (de) Rotrou de Montfort —, possédaient tout un ensemble féodal dans le secteur, avec notamment Saint-Christophe et La Motte de Sonzay. Succession à Jean Ier Larchevêque (pris par les Anglais en 1356 ; ♰ 1er mai 1358), fils de Guillaume VI et Jeanne Rotrou de Montfort, puis à son propre fils Guillaume VII Larchevêque (♰ v. 1401/1407).
Mais à partir de 1328 au moins, voire de la fin du XIIIe siècle, ces fiefs angevins des Alluyes-Montfort-Parthenay passent par une série d'aliénations aux Trousseau, suivis par les Bueil.
Lors de la guerre de Cent Ans, la forteresse de Val-Joyeux ne fut jamais prise par les Anglais. Une restauration importante fut effectuée au XVe siècle : Jean V de Bueil, surnommé « le Fléau des Anglais », auteur du Jouvencel, amiral de France et comte de Sancerre, rendit les défenses telles que le château-fort devint imprenable. Il y mourut, bien plus tard, en 1478.
En effet, les Bueil, de leur propre acquisition ou en héritage de leurs ancêtres Trousseau, possédaient désormais les anciennes seigneuries des d'Alluyes : les Trousseau avaient acquis cet ensemble féodal en plusieurs étapes — 1298, 1328 et 1375 semble-t-il — sur les héritiers des Alluyes du Perche, c'est-à-dire les Rotrou de Montfort et les Parthenay. Puis vinrent Hardouin de Bueil (1347-1439), évêque d'Angers de 1374-1439, fils de Jean II de Bueil, frère cadet de Jean III, petit-fils maternel de Marguerite Trousseau et arrière-petit-fils de Pierre Ier Trousseau (il acheta Vaujours en octobre 1398 à son grand-oncle maternel Pierre II Trousseau, fils de Pierre Ier Trousseau et frère cadet de Marguerite Trousseau ; il acquit aussi progressivement Chasteaux et Saint-Christophe) ; son frère Pierre de Bueil (sire de La Motte-Sonzay, du Bois/du Boys à Neuvy-le-Roi et des Roches de Sougé, † apr. 1413) ; leur neveu Jean IV de Bueil († 1415 à Azincourt) ; suivi de son fils l'amiral Jean V, comte de Sancerre (1405-1478), qui tenait Vaujours depuis 1418 de son grand-oncle l'évêque Hardouin.
Louis XI, dont on sait qu'il affectionnait la Touraine proche (il mourut en son château de Plessis en août 1483), y séjourna lors de ses visites en Anjou, chez sa demi-sœur naturelle, Jeanne de France, fille de Charles VII et d’Agnès Sorel. Jeanne de Valois épousa en 1461 Antoine de Bueil (1440/1445-† apr. 1506), le fils de Jean V de Bueil. Le sire de Bueil accueillit son royal beau-frère le 3 juin 1469, avant d'être reçu dans l'Ordre de Saint-Michel. Louis XI retourna à Vaujours le 17 septembre 1470 ainsi que le 2 octobre 1471.
Les Bueil, comtes de Sancerre, possèdent ces terres jusqu'à René, son fils Jean VIII et son gendre François Ier de Mesgrigny de Briel (1619-1679).
Sous l'Ancien Régime, le château et les seigneuries attenantes sont achetés par Louis XIV en 1666 à Renée de Bueil — sœur de Jean VIII, († 1665), Grand bouteiller de France — et son mari François de Mesgrigny, puis le Roi-Soleil les offrit en 1667, comme une manière de consolation et de cadeau d'adieu, à son ancienne maîtresse des années 1661-1667, Mademoiselle Louise de la Vallière (1644-1710), devenue duchesse de La Vallière et de Vaujours en mai 1667 et jusqu'à son entrée au couvent en 1675. Le duché-pairie (sis à Vaujours, Chasteaux, Saint-Christophe et Courcelles) se transmit en 1675-1698 à sa fille légitimée Marie-Anne de Bourbon, la première Mlle de Blois, princesse de Conti (1666-1739), puis dans la famille du cousin germain de cette dernière, Charles-François de La Baume Le Blanc (1670-1739), doté par sa cousine de la terre du duché de La Vallière en 1698, puis 3e duc de La Vallière par une 2e érection du duché en février 1723 par Louis XV.
Le 6 septembre 1815, le domaine de Vaujours et la terre de Château-la-Vallière furent vendus par Adrienne-Emilie-Félicité de La Baume Le Blanc (1740-1812), femme de Louis-Gaucher, duc de Châtillon (Mauléon ; 1737-1762), à Thomas Stanhope-Holland († à Londres en mai 1836), aussi acquéreur la même année du château du Vivier des Landes, qui l'aurait utilisé comme carrière de matériaux. Adjudication le 6 décembre 1837 à Charles Barry Baldwin, parlementaire anglais (4 801 ha pour 1,820 million de francs), qui cède le 14 août 1841 au comte Louis-Gabriel-Marie Poitelon du Tarde (1777-1856), ancien maire de Mareuil de 1813 à 1821, et à sa femme Louise-Anne Vétillart du Ribert (Parents de Louise Poitelon du Tarde, 1825-1891).
Le site fut inscrit le 24 octobre 1944 aux monuments historiques, et les ruines classées le 26 janvier 1989. Les volontaires de l'association Chantiers Histoire et Architecture Médiévales ont participé à un chantier de restauration de l'édifice pendant l'année 1986.